# パーシング郡 (ネバダ州)
パーシング郡（英: Pershing County）は、アメリカ合衆国ネバダ州の郡である。2010年国勢調査での人口は6,753人である。郡庁所在地は法人化町であるラブロックである。郡名は第一次世界大戦時のアメリカ軍司令官ジョン・パーシング（1860年-1948年）に因んで名付けられた。1919年にハンボルト郡から分離して創設され、ネバダ州では最も新しい郡になっている。

## 地理
アメリカ合衆国国勢調査局に拠れば、郡域全面積は6,068平方マイル (15,715 km2)であり、このうち陸地は6,037平方マイル (15,635 km2)、水域は31平方マイル (80 km2)で水域率は0.51%である。

### 隣接する郡
- ワショー郡 - 西
- ハンボルト郡 - 北
- ランダー郡 - 東
- チャーチル郡 - 南

### 国立保護地域
- ブラックロック砂漠・ハイロック・キャニオン移民の道国立保護地域（部分）

## 都市と町
- ラブロック（郡庁所在地）
- イムレイ
- ミルシティ
- ユニオンビル

## ゴーストタウン
- ダングレン

## 人口動態
以下は2000年国勢調査による人口統計データである。
| 基礎データ - 人口: 6,693人 - 世帯数: 1,962 世帯 - 家族数: 1,383 家族 - 人口密度: 0.4人/km2（1人/mi2） - 住居数: 2,389軒 - 住居密度: 0軒/km5（0/mi2） 人種別人口構成 - 白人: 77.69% - アフリカン・アメリカン: 5.35% - ネイティブ・アメリカン: 3.42% - アジア人: 0.63% - 太平洋諸島系: 0.22% - その他の人種: 9.38% - 混血: 3.30% - ヒスパニック・ラテン系: 19.33% 年齢別人口構成 - 18歳未満: 25.8% - 18-24歳: 8.5% - 25-44歳: 36.0% - 45-64歳: 22.1% - 65歳以上: 7.8% - 年齢の中央値: 34歳 - 性比（女性100人あたり男性の人口） - 総人口: 158.8 - 18歳以上: 182.1 | 世帯と家族（対世帯数） - 18歳未満の子供がいる: 38.4% - 結婚・同居している夫婦: 57.2% - 未婚・離婚・死別女性が世帯主: 7.3% - 非家族世帯: 29.5% - 単身世帯: 24.3% - 65歳以上の老人1人暮らし: 8.6% - 平均構成人数 - 世帯: 2.69人 - 家族: 3.22人 収入と家計 - 収入の中央値 - 世帯: 40,670米ドル - 家族: 46,268米ドル - 性別 - 男性: 34,417米ドル - 女性: 24,301米ドル - 人口1人あたり収入: 16,589米ドル - 貧困線以下 - 対人口: 11.4% - 対家族数: 10.2% - 18歳未満: 14.2% - 65歳以上: 5.6% |